# Jardín Sitio Litre
El Jardín Sitio Litre es un jardín de propiedad privada que mantiene una gran colección de plantas tropicales y subtropicales en el municipio canario de Puerto de la Cruz en la isla de Tenerife, España. Es el jardín más antiguo de Tenerife con más de 220 años. Posee una mansión privada que data de 1730 y que durante 44 años fue sede de un convento.

## Historia

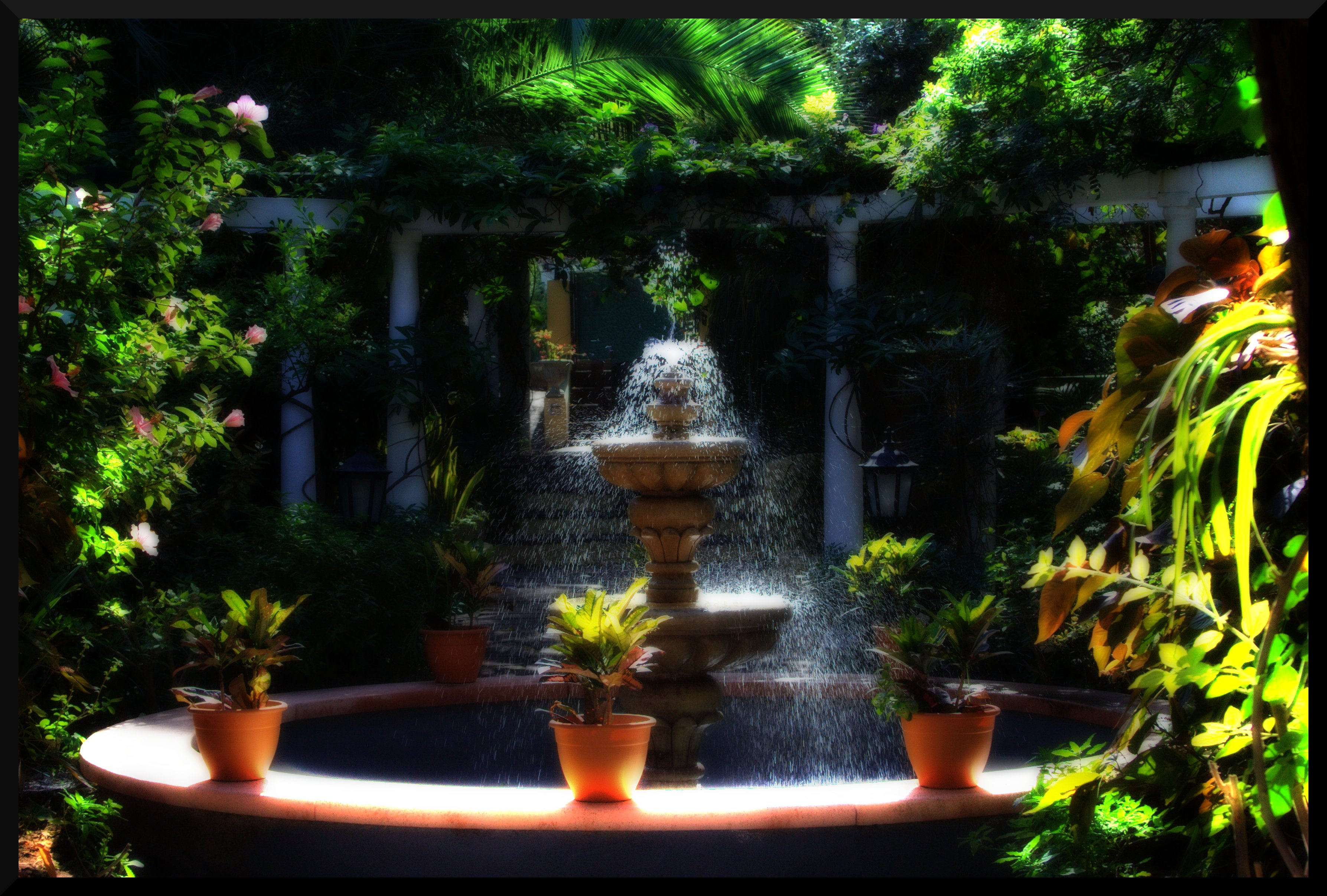
Sitio Litre.

El nombre actual le viene dado por su primer propietario Archibald Little, quien compró la finca en 1774, dando lugar a que esta hacienda se denominase Little´s Place o el Sitio Little. La denominación original ha ido trasformándose hasta llegar a llamarse Sitio Litre. 
Little realizó un conjunto de reformas para convertirla en un lugar de ocio y distracción. De este modo, la mansión fue reestructurada para transformarse en una fonda o quinta de descanso. Archibald Little, además, diseñó un jardín al característico estilo británico en el que plantó especies típicas de la flora canaria y tropical. En el año 1852 todo el conjunto fue vendido a Charles Smith, a cuya familia perteneció hasta 1996, cuando el empresario John Lucas la compró y la abrió al público.

## Características y visitantes
La casona del Sitio Litre puede englobarse arquitectónicamente como una muestra más del estilo colonial preponderante en la época con alguna serie de elementos propios de la arquitectura doméstica canaria. El edificio en su parte superior, se encuentra rematado por un mirador de forma hexagonal, de estilo inglés colonial. Con el transcurso de la historia el Sitio Litre desempeñó una labor destacada como lugar de estancia para muchos extranjeros que visitaban la isla. Algunas de las personalidades que se hospedaron en la mansión fueron Thomas Debary, Alexander von Humboldt, Marianne North, André Pierre Ledru, William Wilde, Alfred Diston, Charles Piazzi Smyth, Agatha Christie, Rosalyn Christie, Isaac Latimer, Florence Du Cane, Elle Du Cane y Richard Francis Burton.

## Colecciones
En este jardín se alberga una importante colección de plantas de especies tropicales de procedencia de África y América, fundamentalmente.
Son de destacar, la mayor colección de orquídeas de la isla de Tenerife, así como el drago más grande y antiguo de Puerto de la Cruz.
También se puede admirar una exposición de diferentes pinturas cedidas por el Real Jardín Botánico de Kew, con el cual tienen un acuerdo de colaboración. 